# Bauer Kompressoren Group
Bauer Kompressoren ist ein Unternehmen, das Kompressoren im Hoch- und Mitteldruckbereich bis 500 bar und 500 kW Leistung herstellt. Es wurde 1946 in München gegründet und gehört zur Bauer Group. Weltweit bekannt geworden ist das Unternehmen mit Kompressoren zum Befüllen von Atemluftflaschen für die Feuerwehr und Taucher. Weitere Produktfelder sind u. a. Kompressoranlagen inkl. Luft - und Gasaufbereitung und Messtechnik für alle industriellen Anwendungen, Erdgas- und Biogastankstellen sowie Gasinnendruck-Spritzgießen (GIT).
Alle Schrauben- und Verdichterblöcke werden beim deutschen Tochterunternehmen Uniccomp GmbH in Geretsried bei München gefertigt.
Der Unternehmenssitz ist in München. Das Unternehmen und weitere Tochtergesellschaften wurden 2004 unter dem Dach der Bauer Comp Holding GmbH zusammengeführt.

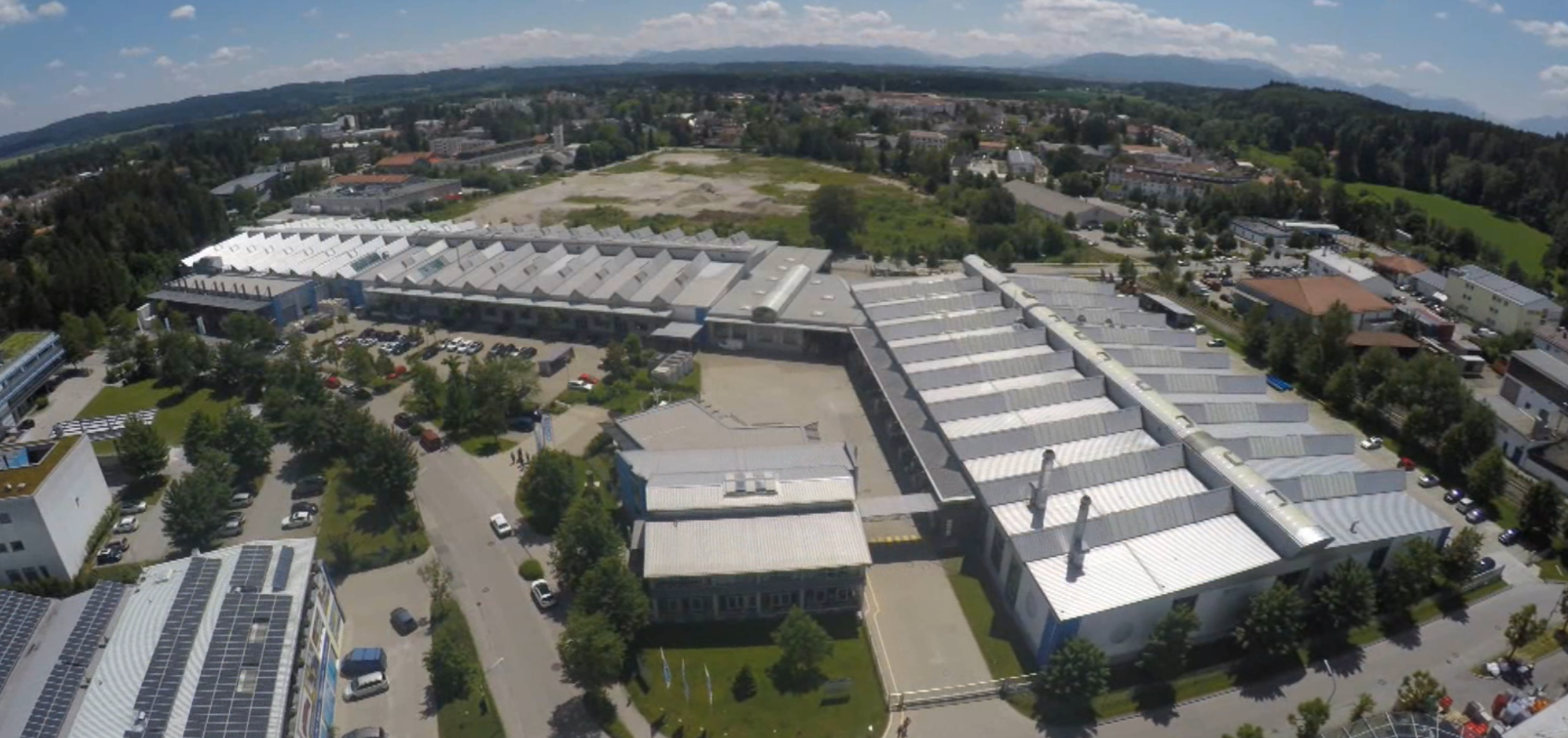
Die Werke Uniccomp und Bauer Kompressoren in Geretsried/Oberbayern

## Unternehmensstruktur
Das Familienunternehmen ist in dritter Generation inhabergeführt und mit 22 Tochterunternehmen und 15 selbständigen Niederlassungen weltweit vertreten. Die Bauer Kompressoren GmbH in München und Geretsried/Bayern entwickelt und produziert die Kompressions- und Gasmesssysteme gemeinsam mit ihren Schwestergesellschaften. Weitere Hauptentwicklungs- und Produktionsstandorte befinden sich beim US-amerikanischen Tochterunternehmen Bauer Compressors Inc. in Norfolk/Virginia, Bauer Kompressoren Romania in Brașov/Transsilvanien, Bauer Kompressoren Shanghai Ltd. in China, Bauer Kompressoren UK Ltd. und Bauer Kompressoren India Pvt. Ltd. Weitere Tochtergesellschaften gibt es in Russland, Japan, Südkorea, Australien, Italien, Spanien, Österreich und Frankreich.
Bei den Tochtergesellschaften in Ägypten, Singapur und den Vereinigten Arabischen Emiraten liegt der geschäftliche Schwerpunkt auf Vertrieb und Service.
Das 2022 gegründete Tochterunternehmen Bauer Gas Tec mit Sitz in München ist für die Entwicklung von Wasserstoffkompressoren und -systemen zuständig.
Darüber hinaus verfügt die Bauer Group nach eigenen Angaben über ein globales Netz von rund 350 Vertriebspartnern und 600 Servicestellen.
Die Bauer Comp Holding GmbH kontrolliert die Unternehmensgruppe mit den Schwerpunkten Strategie, Management, Controlling und Finanzen.

## Produktbereiche

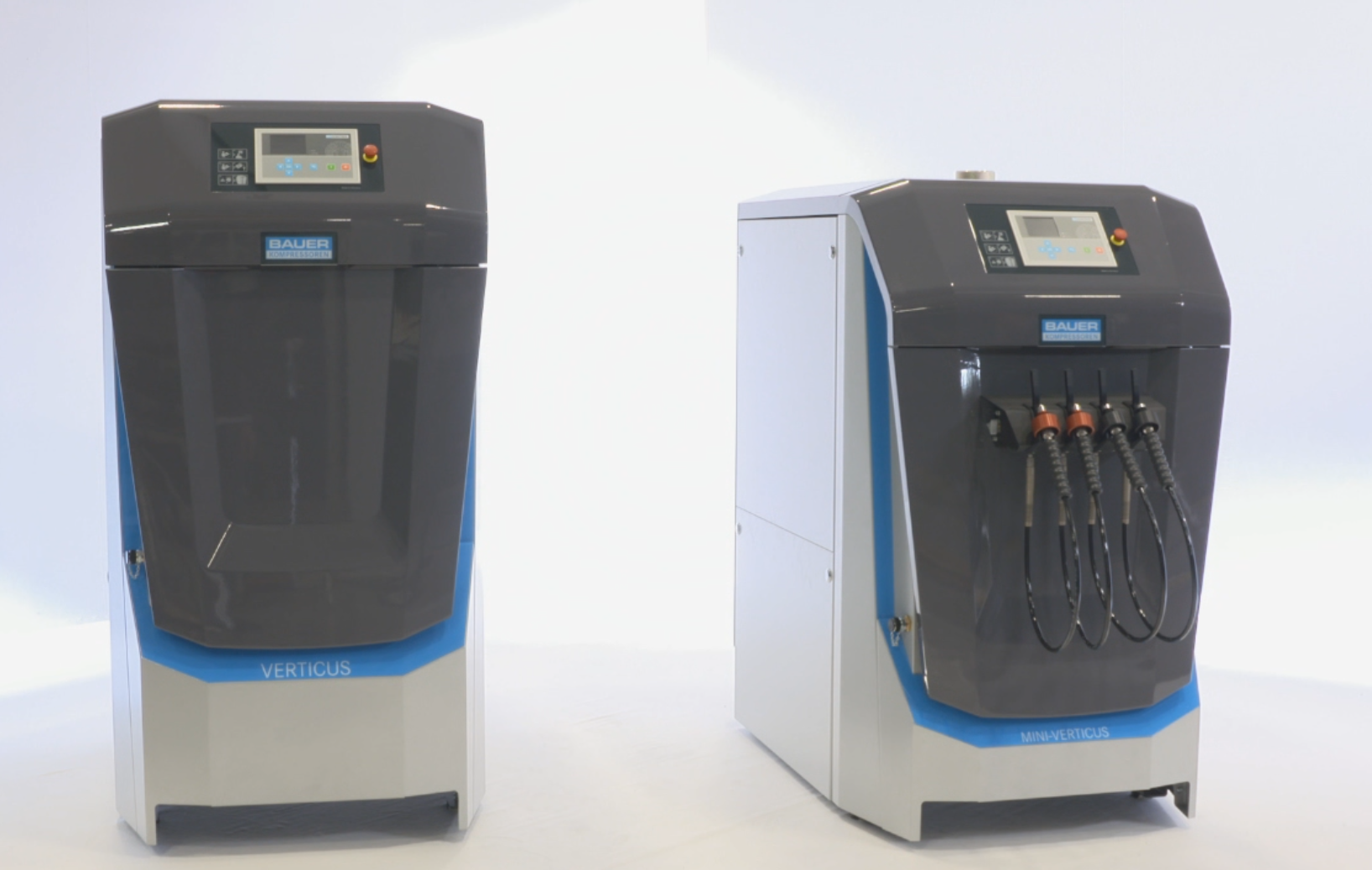
Kompressorsysteme zur Verdichtung von Atemluft: „Verticus“ und „Mini-Verticus“

### Atemluft
Bauer Kompressoren entwickelt und vermarktet mobile und stationäre Atemluftkompressoren und Luftaufbereitungssysteme für den Tauchsport, Feuerwehren und den Zivilschutz, sowie für eine Vielzahl anderer Anwendungen, wie zum Beispiel für die Medizintechnik oder für Atemluft-Schutzräume in der On- und Offshore-Branche. Die Atemluftkompressoren eignen sich für den Einsatz in Druckbereichen zwischen 220 und 500 bar, bei Lieferkapazitäten zwischen 100 und mehreren 1000 l/min. Bauer liefert auch Anlagen zur Füllung von Druckflaschen mit Nitrox, einem im Tauchsport mitunter benötigtem Atemgemisch.
Darüber hinaus entwickelt und produziert die Bauer Group Gasmess-Systeme, bei deren Einsatz die Abfüllung von schadstofffreier Atemluft in die Atemluftzylinder gewährleistet wird.
Bei Atemluftanwendungen für den Tauchsport ist die Bauer Group nach Angaben der Wirtschaftswoche Weltmarktführer.

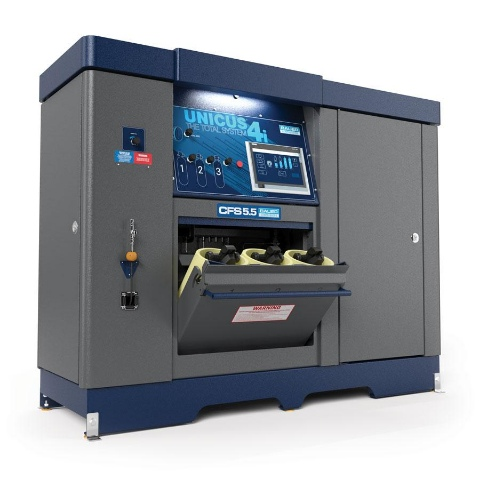
Atemluft-Kompressor „Unicus 4i“ mit RFID - Technik. Das System zeichnet die Daten von Atemluftflaschen auf und übermittelt sie an die hauseigene Cloud. Kipplade zur Aufnahme von 3 Druckflaschen.

### Industrie
Die Industriekompressoren von Bauer Kompressoren zur Luftverdichtung im Mittel- und Hochdruckbereich eignen sich für Druckbereiche von 25 bis 500 bar (für Gase 90 bis 500 bar), bei Wasserstoffanwendungen bis 900 bar. Außerdem baut das Unternehmen Kompressoren für die Verdichtung von Edelgasen (Argon, Helium), Schutzgas (Stickstoff), Kohlenwasserstoffen wie Methan, Lachgas sowie Mischgasen. Weiter baut das Unternehmen Stickstoffgeneratoren zur Gewinnung von N2 aus der Luft.
Die Kompressoren von Bauer kommen in verschiedenen weiteren Bereichen zur Anwendung – in Laboren von Forschungseinrichtungen und Universitäten und in Kliniken (medizinische Atemluft-Versorgungssysteme) bis zu großindustriellen Anwendungen in der Öl- und Gasbranche, im Energiesektor (z. B. in Wasserkraftwerken), im Fahrzeug-, Luftfahrts- und Schiffsbau, der petrochemischen und der Nahrungsmittelindustrie sowie im Bergbau. Dazu kommen Spezialprojekte wie „Waterlifting-Systeme“ zur Bewässerung höher gelegener Agrarflächen, wie zum Beispiel im indischen Bundesstaat Telengana.
Bauer Kompressoren UK Ltd. in Großbritannien ist auf die Fertigung von Spezialsystemen in Großprojekten spezialisiert. Zum Beispiel wurde hier die druckluftgetriebene Steuerung für das größte Arbeitsschiff der Welt gebaut, die Pioneering Spirit.

### Erdgas- und Biogassysteme

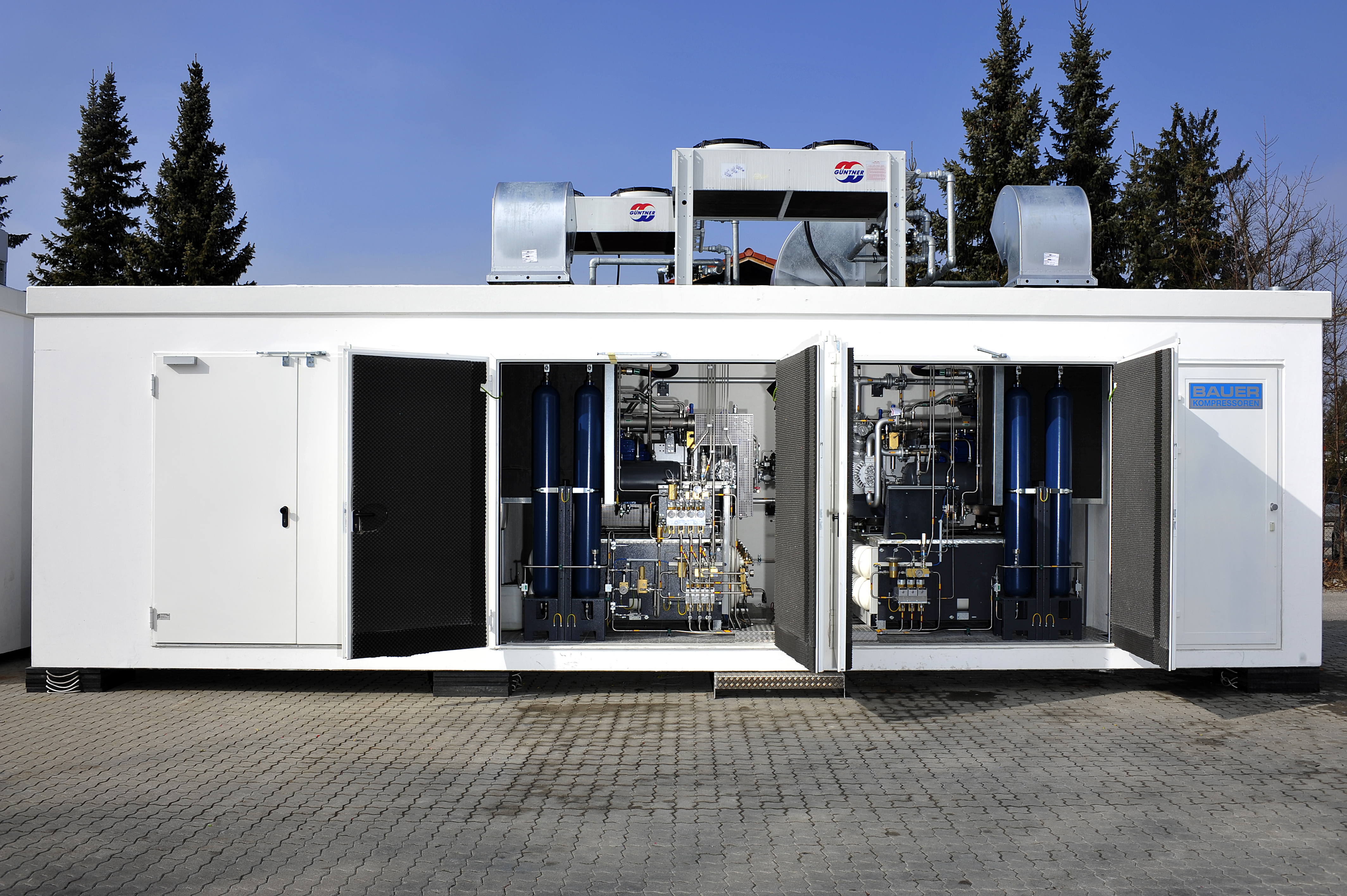
Erdgastankstelle von Bauer Kompressoren

Bauer entwickelt, produziert und implementiert Tankstellen (Kompressoren, Speichereinheiten, Gastrocknungssysteme, Steuerungen und Betankungseinrichtungen) für komprimiertes Erdgas (CNG) und Biogas. Seit Mitte der 1990er Jahre hat die Firma weltweit mehr als 1650 CNG-Tankstellen für Erdgasfahrzeuge für den privaten und den öffentlichen Sektor gebaut. In Europa gehört Bauer Kompressoren laut Florian Langenscheidt und Bernd Venohr zu den Marktführern in diesem Segment. Spezialanfertigungen sind auf extreme Temperaturen bis ±50 Grad Celsius ausgelegt.
Neben dem operativen Geschäft pflegt Bauer strategische Partnerschaften. In Abu Dhabi hat der Konzern gemeinsam mit dem staatlichen Öl- und Gas-Unternehmen ADNOC seit 2010 das Erdgastankstellennetz des Emirats errichtet. Bis 2020 wurden 37 Erdgastankstellen gebaut. Weitere Partnerschaften existiert im Biogas-Bereich mit dem Konzern Air Liquide, das die Logistik (LkW) des Einzelhandelsunternehmens Carrefour auf Biogas-Betrieb umstellt, mit der Southern California Gas Company und dem Biogas-Segment der Firma E.On.
Die Bauer Gruppe ist Mitglied im „Wasserstoffbündnis Bayern“.

### Gasinnendruck-Spritzgießen

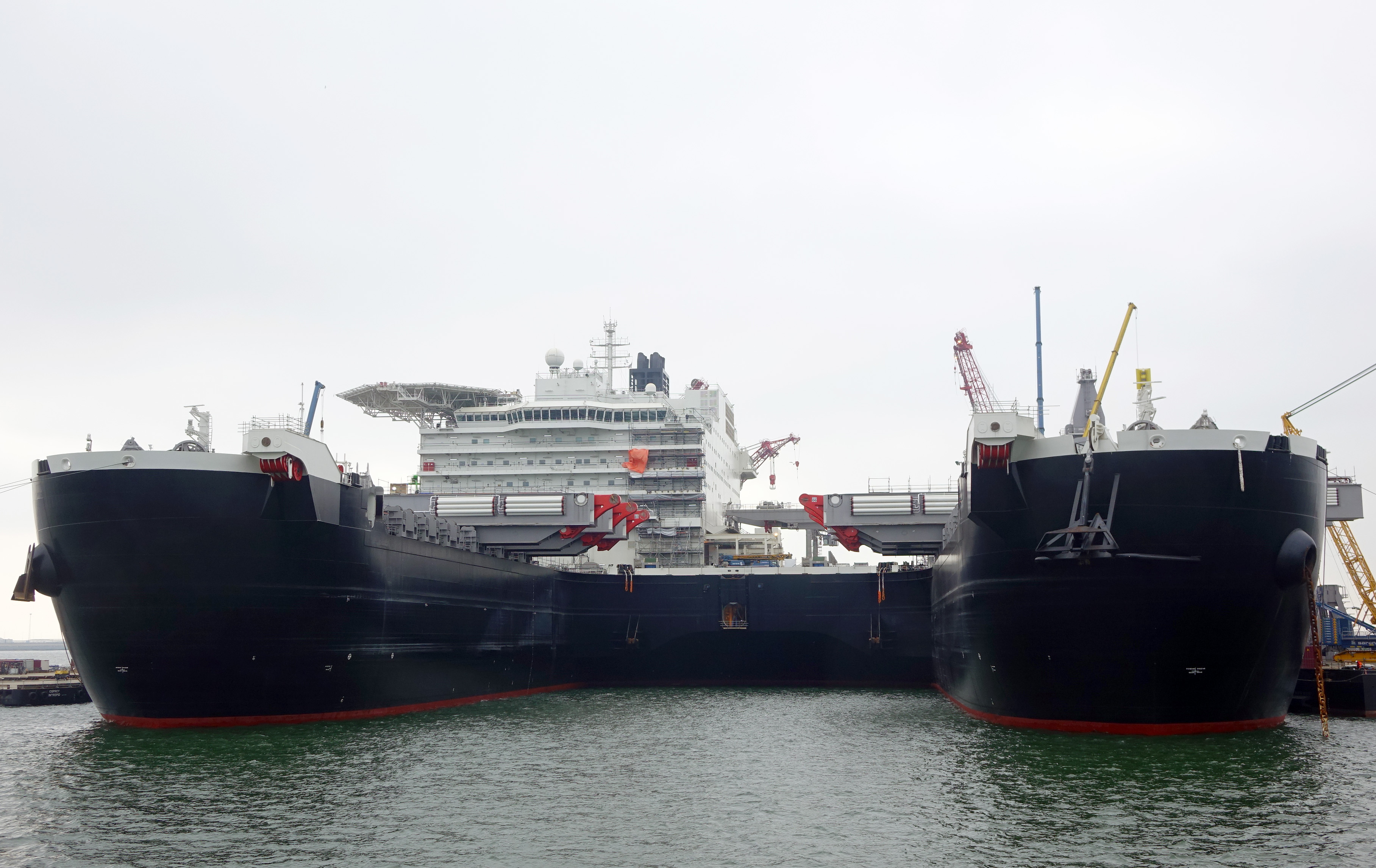
Der Doppelrumpf der Pioneering Spirit.

Bauer zählt zu den führenden Herstellern beim Gasinnendruck-Spritzgießen, einer spezialisierten Technik des Spritzgussverfahrens, das unter anderem bei der Herstellung von Kunststoffteilen für die Automobilindustrie, Smartphones, Weiße Ware und in verschiedenen anderen Branchen eingesetzt wird, wie zum Beispiel in der Medizintechnik. In Zusammenarbeit mit Spritzgießmaschinenherstellern wie zum Beispiel Engel Austria entwickelt Bauer Kontroll- und Steuerungssysteme, Niederdruck- und Hochdruckbooster-Systeme sowie Systeme zur lokalen Gewinnung von Stickstoff, das beim Verfahren als Inertgas zur Anwendung kommt.

## Geschichte
1946 gründete Hans Bauer in seinem Privathaus in der Wolfratshauser Straße in München das Unternehmen Bauer Kompressoren. Hans Bauer entwickelte anfangs Kompressoren für Spritzlackierungen und Reifenpumpen für Landwirtschaftsmaschinen. 1948 erhielt Bauer Kompressoren den ersten großen Auftrag aus der Industrie und exportierte im Rahmen dieses Auftrags 30 Kompressoren nach Portugal. 1954 überschritt die Firma zum ersten Mal die Umsatzmarke von 1 Million Deutsche Mark. Das Unternehmen errichtete einen neuen Fertigungsstandort und investierte in die Optimierung und Modernisierung der Produktgestaltung.
1952 entwickelte Bauer den ersten Atemluftkompressor des Unternehmens. Beraten wurde das Unternehmen dabei von Jacques Yves Cousteau.
1955 erweiterte BAUER diese Produktlinie um die UTILUS-Kompressoren. Der UTILUS-Hochdruckkompressor wurde zum Vorbild auf dem Tauchmarkt. Der Name UTILUS leitet sich ab von dem lateinischen Wort utilis (nützlich) und dem Motto: Unseren Tauchern immer Luft und Sicherheit.
1976 übernahm Heinz Bauer, der Sohn von Hans Bauer, die Unternehmensführung. Das Unternehmen gründete seine erste Tochtergesellschaft in den USA, Bauer Compressors Inc. in Norfolk, Virginia.
1979 bezog Bauer ein neues Stammhaus und konzentrierte sich künftig auf Kolbenhochdruckanlagen für die Luft- und Gasaufbereitung. Im selben Jahr ergänzte das Unternehmen die Produktlinie um komplette Hochdruckanlagensysteme für Industrie- und Atemluftanwendungen.
1980 eröffnete Bauer Kompressoren die ersten Erdgastankstellen in den USA. Im gleichen Jahr gründete Bauer in Deutschland die selbstständige Tochtergesellschaft Rotorcomp Verdichter GmbH für die Fertigung von Schraubenkompressoren und ihren Komponenten.
1986 wurde die Tochterfirma Bauer Compresseurs S.A.S. in Frankreich gegründet. Das Unternehmen spezialisierte sich auf Anwendungen für Feuerwehr und Industrie.

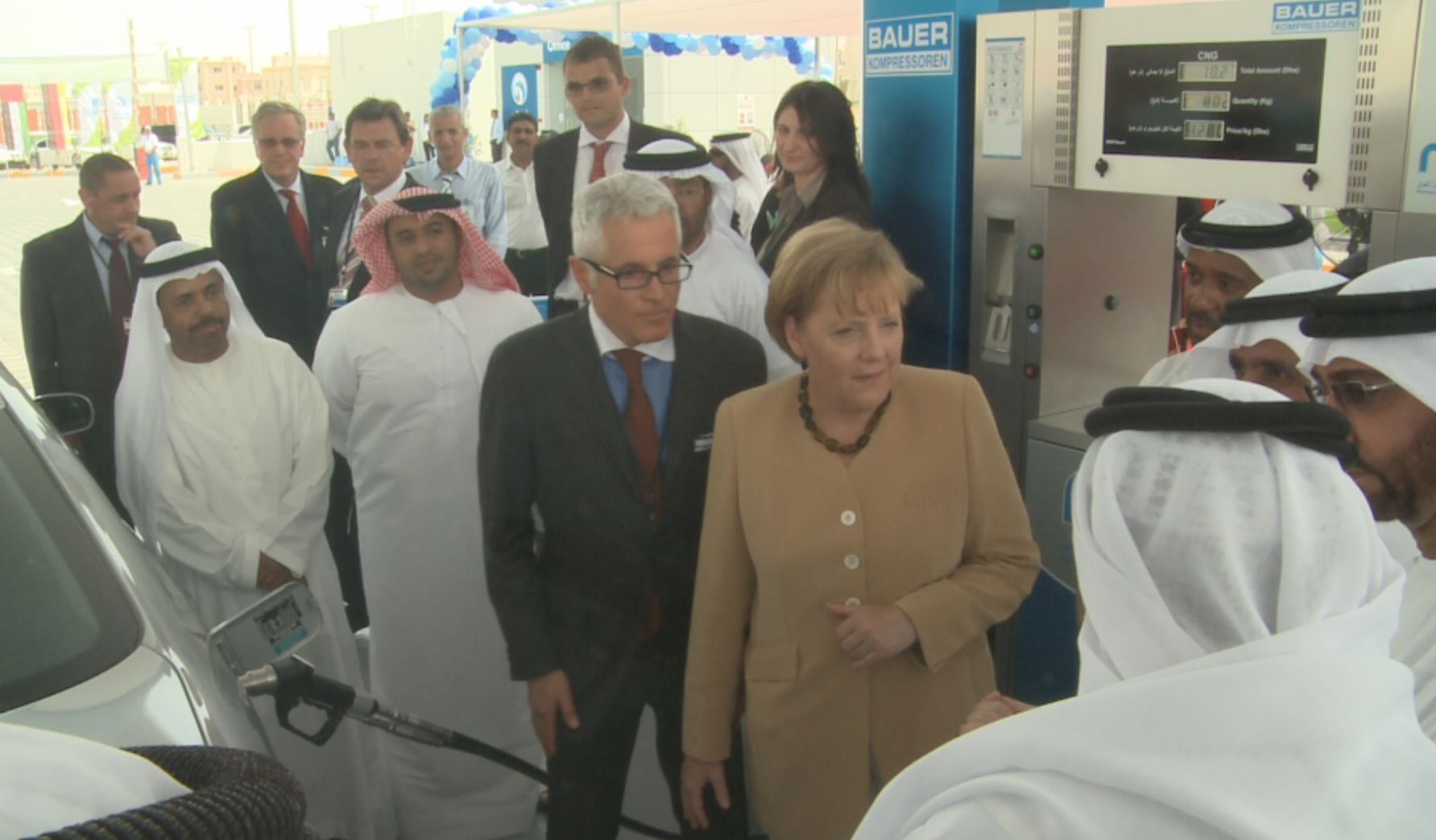
Angela Merkel bei der Einweihung einer Erdgastankstelle von Bauer Kompressoren in Abu Dhabi im Jahr 2010. Neben ihr Philipp Bayat, Bauer Group.

1991 gründete BAUER Frankreich ein technisches Team im Bereich der Gasinnendrucktechnik (GIT).
1994 erfolgte Gründung von Bauer Compressori s.r.l. in Vicenza (Italien).
1995 wurden die Firmen „SAS“ in Liverpool/Großbritannien und „Poseidon“ in Wien/Österreich übernommen.
2002 erfolgte die Auslagerung der Kompressorenfertigung durch Gründung der „Uniccomp“ („Universal Compressors and Components“) Kompressorenfabrik. Gründung einer chinesischen Niederlassung in Hongkong.

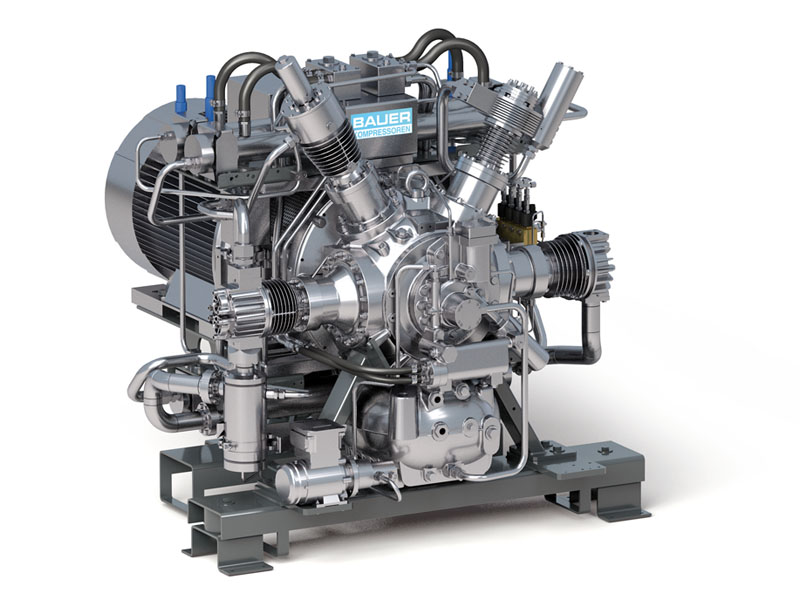
Bauer Kompressor „GIB 26“ mit Wasserkühlung

2006 wurde die Kompressorenfertigung bei Uniccomp erweitert und modernisiert.
2008 wurden die Bauer Kompressoren-Tochtergesellschaften in Ägypten und Indien und mit der Bauer Kompressoren Shanghai Ltd. ein Tochterunternehmen in China gegründet.
2010 wurde Bauer Kompressoren Australien mit Sitz in Sydney, im australischen Bundesstaat New South Wales, als australische Tochtergesellschaft der Bauer Group Holding gegründet.

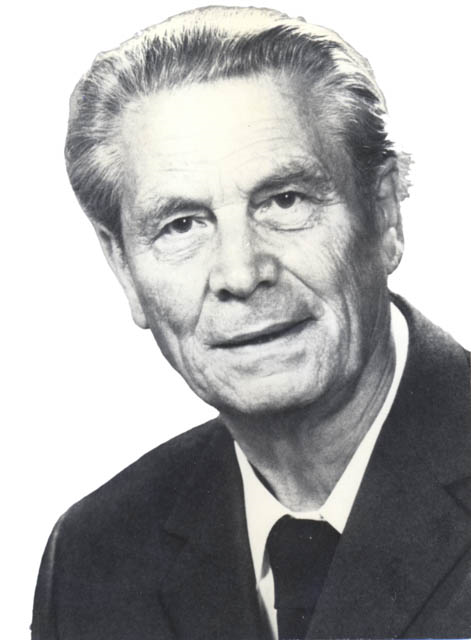
Hans Bauer, der Gründer von Bauer Kompressoren.

Ebenfalls in diesem Jahr wurde Bauer Kompressoren Russland mit Sitz in Moskau als hundertprozentige Tochtergesellschaft der Bauer Comp Holding gegründet.
2012 wurde des Unternehmens an Monika Bayat, der Tochter von Heinz Bauer, übertragen. Sie führt seither mit ihrem Mann Philipp Bayat das Unternehmen. Die Firma Bauer ist damit auch in der zweiten und dritten Generation ein inhabergeführtes Familienunternehmen.
In Spanien, Südkorea und Brasilien wurden neue Tochterunternehmen gegründet. 2014 wurde Indien Produktionsstandort: sechs Jahre nach der Gründung des Tochterunternehmens wurde die um eine Produktionshalle und um zusätzlichen Büroraum erweiterte neue Niederlassung eingeweiht. 
2015 war die Einweihung der neuen Produktionshalle von Bauer Kompressoren in Geretsried. Die 5000 m² große Halle liegt in unmittelbarer Nachbarschaft zur Uniccomp-Kompressorfertigung. Die Belegschaft von Bauer Kompressoren wurde mehrheitlich von München nach Geretsried verlegt. In München verbleiben Geschäftsführung und Vertrieb.
2023 wurde der Produktionsstandort China um eine neue Fertigungsstätte in Taicang nahe Shanghai erweitert. In Rumänien wurde im siebenbürgischen Brașov das Fertigungswerk des neugegründeten Tochterunternehmens Bauer Kompressoren Romania eingeweiht.

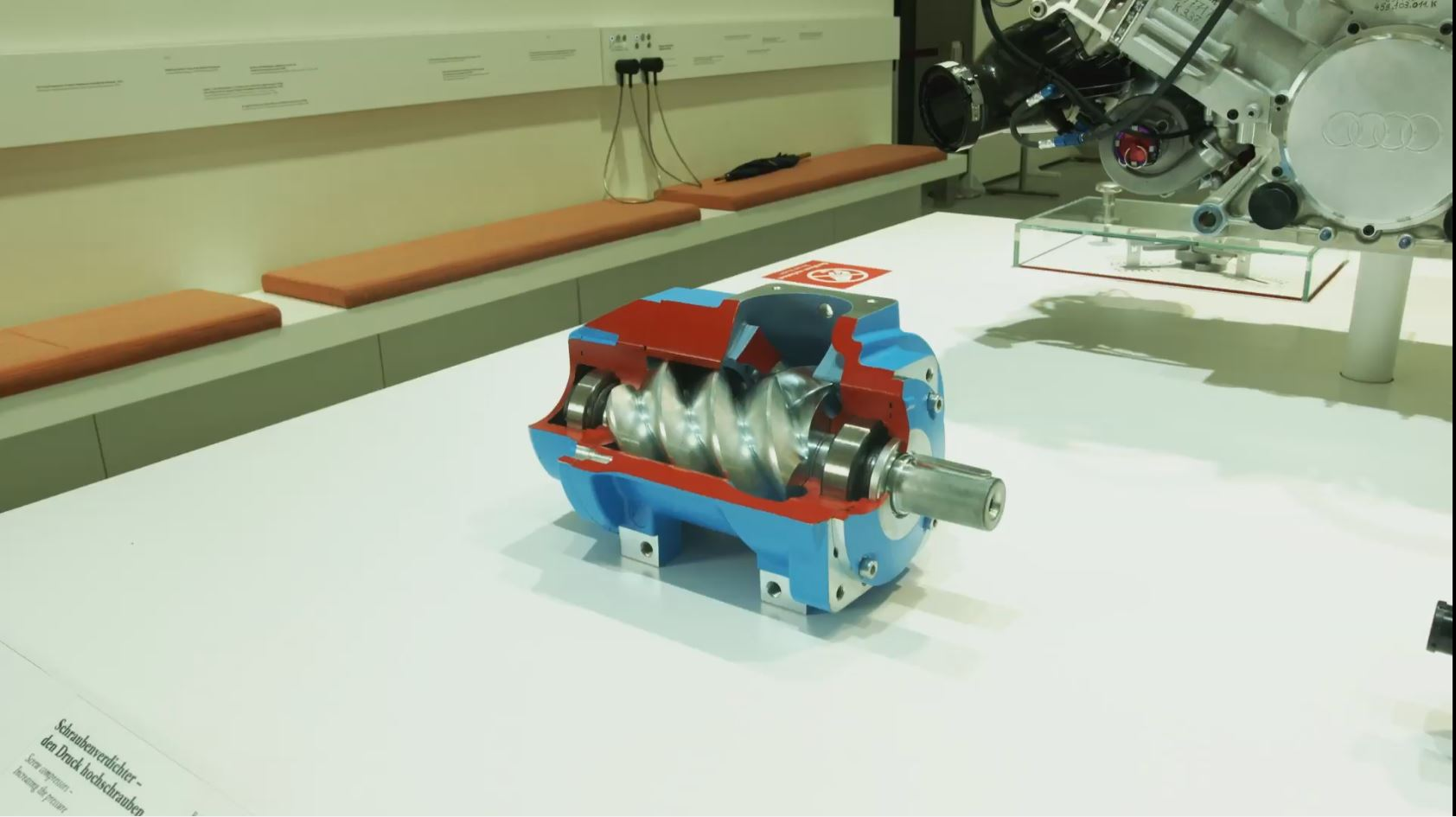
Schraubenkompressor der Firma Bauer in Teilschnitt-Präsentation. Deutsches Museum München.

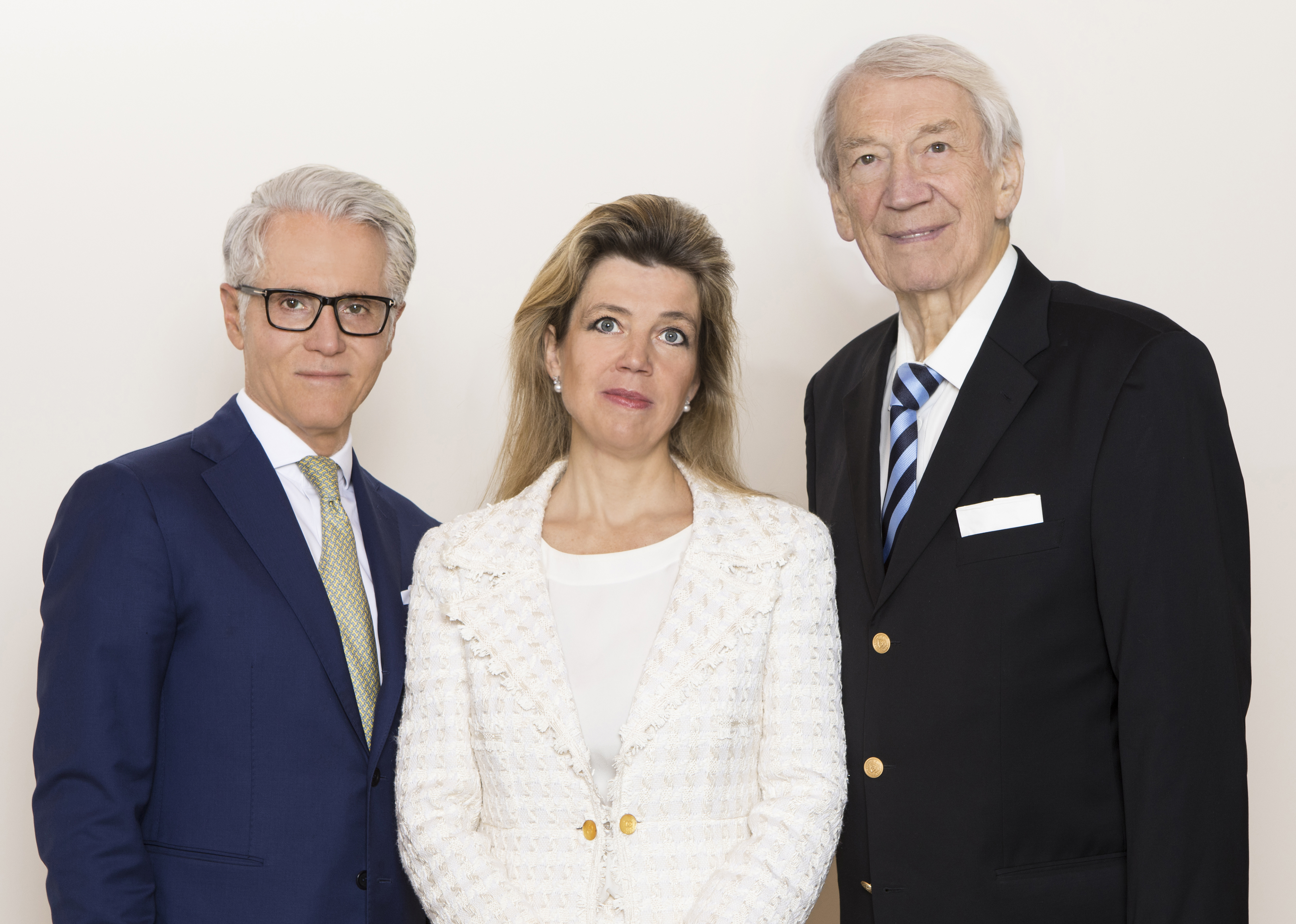
V. r. n. l.: Heinz Bauer, Monika Bayat, Tochter von Heinz Bauer, Inhaberin und Geschäftsführende Gesellschafterin, Philipp Bayat, Vorsitzender der Geschäftsführung. (November 2018)

## Unterstützung von Forschungsprojekten
Bauer Kompressoren unterstützt Forschungseinrichtungen, vor allem in der Meeresforschung, mit der kostenlosen Überlassung von Kompressorsystemen und der Kompressorwartung, so unter anderem die Universität Rostock, die Meeresbiologieforschung im Rahmen der Polarstern-Missionen, das Forschungs- und Medienschiff Aldebaran und die australische NGO „Great Barrier Reef Legacy“, die zum Korallensterben am Great Barrier Reef forscht.

## Trivia
Mit der Luftversorgung von Bauer Kompressoren konnte sich der australische Meeresbiologe Lloyd Godson 14 Tage permanent unter Wasser aufhalten und so einen neuen Weltrekord aufstellen.
Bei der Rettung einer Jugend-Fußballmannschaft aus einer Höhle in Thailand, die im Jahr 2018 international Aufmerksamkeit erregte, wurde die Atemluftversorgung mit Bauer-Kompressoren sichergestellt.
Im Deutschen Museum in München ist ein von der Firma Bauer entwickelter Schraubenkompressor ausgestellt.

## Belege
1. ↑  Langenscheidt, Florian/Venohr, Bernd (Hrsg.): Lexikon der deutschen Weltmarktführer. Köln 2014, S. 90.
2. 1 2  Hidden Champions. Das sind Deutschlands geheime Weltmarktführer. In: wiwo.de. WirtschaftsWoche, abgerufen am 12. Februar 2020.
3. ↑  Walter Comper: Trendsetter: Zehn Entwicklungen, die das Tauchen verändert haben,. In: Tauchen. 17. Juni 2019, abgerufen am 1. Oktober 2020.
4. ↑  Olaf Salié u. a. (Hrsg.): The Best of German Engineering. Frankfurt/Main 2013, S. 98.
5. 1 2  Langenscheidt, Florian/May, Peter (Hrsg.): Lexikon der deutschen Familienunternehmen. 2.  Auflage. Köln 2014, S. 105 f.
6. ↑  Risiko- und Krisenmanagement im Asiengeschäft. In: German Asia-Pacific Business Association (Hrsg.): Insight Asia-Pacific. Nr. 2, 2020, S. 19.
7. ↑  Tochtergesellschaften der Bauer Group. In: Bauer Kompressoren. Abgerufen am 27. November 2020.
8. ↑  Bauer Kompressoren: BAUER GROUP. In: Homepage des Unternehmens. Abgerufen am 7. September 2020.
9. 1 2  Andreas Mach/Luitpold von Bayern (Hrsg.): Tradition und Innovation. Bayerische Familienunternehmen und ihre Erfolgsgeschichten. München 2015, S. 128 ff.
10. ↑  Bauer Kompressoren launches compressors for offshore operations. In: Oil Review Middle East. Abgerufen am 11. Februar 2020.
11. ↑  Zur Messe boot 2020 BAUER NITROX „reloaded“. Abgerufen am 29. Januar 2020.
12. ↑  Bauer Kompressoren. Unterwasserwelt, abgerufen am 12. Februar 2020.
13. ↑  Unicus 4i. In: Bauer Compressors. Abgerufen am 30. November 2020.
14. ↑  Stationärer Stickstoff-Generator SNG II: Schlüsselfertige Systeme für die Generation von komprimiertem, hochgradig reinen Stickstoff. In: Bauer Kompressoren. Archiviert vom Original (nicht mehr online verfügbar) am 10. September 2014; abgerufen am 4. November 2020.  Info: Der Archivlink wurde automatisch eingesetzt und noch nicht geprüft. Bitte prüfe Original- und Archivlink gemäß Anleitung und entferne dann diesen Hinweis.
15. ↑  Industrie. In: www.bauer-kompressoren.de. Bauer Kompressoren, abgerufen am 12. Februar 2020.
16. ↑  Bauer Kompressoren: Indisches Bewässerungsprojekt mit BAUER Technik. In: facebook. 5. November 2018, abgerufen am 4. November 2020.
17. ↑  Unter Hochdruck. In: Süddeutsche Zeitung. Abgerufen am 11. Februar 2020.
18. ↑  Bauer Fuel Gas Systems. In: Bauer Kompressoren. Abgerufen am 1. Oktober 2020.
19. ↑  Bauer Kompressoren. In: Florian Langenscheidt und Bernd Venohr (Hrsg.): Lexikon der deutschen Weltmarktführer. Köln 2014, S. 90.
20. ↑  ADNOC Prepares Arabian Gulf’s Largest CNG Filling Station. In: NGV Global News. 30. Juni 2020, ehemals im Original (nicht mehr online verfügbar); abgerufen am 26. November 2020. (Seite nicht mehr abrufbar. Suche in Webarchiven)
21. ↑  Perspektive CNG - Frankreich gibt Gas. Bauer Kompressoren, 16. Juni 2017, abgerufen am 4. November 2020.
22. ↑  Product Overview. (PDF) In: Bauer Kompressoren. S. 40, abgerufen am 27. November 2020.
23. ↑  Mitglieder im Wasserstoffbündnis. Abgerufen am 23. September 2020.
24. ↑  Jack Avery: Gas-Assist Injection Molding. Hanser, München 2001, S. 14.
25. ↑  Gasinnendruck-Modul. Nachrüsten auf Gasinnendruck-Spritzgießen. In: Plastverarbeiter. Das Portal für den Kunststoffverarbeiter. 7. Juli 2014, abgerufen am 19. November 2020.
26. ↑  Gas-assist control takes on two machines simultaneously. In: Plastics Today. 23. August 2008, abgerufen am 19. November 2020.
27. ↑  Bauer's FCC 5 controller regulates gas-assisted molding. In: Plastics Machinery Magazine. 2. April 2015, abgerufen am 19. November 2020.
28. ↑  Nitrogen Control Unit / Control Pressure Adjustment. In: Bauer Compressors. 1. August 2005, abgerufen am 19. November 2020.
29. ↑  Gasinnendruck-Technik. Innovative Gesamtlösungen. (PDF) In: Bauer Kompressoren. Abgerufen am 19. November 2020.
30. ↑  Bauer Compressors On-Site Nitrogen Generation for Gas Assist Plastic Injection Molding. In: Compressed Air Best Practices. Abgerufen am 19. November 2020.
31. ↑  Mikell Knights: Processes advance with nitrogen, Co2 use. In: Plastics Machinery Magazine. 5. August 2015, abgerufen am 19. November 2020.
32. ↑  Tagesschau: Kanzlerin Merkel eröffnet mit Philipp Bayat die erste BAUER CNG-Tankstelle in Abu Dhabi. In: Youtube. 5. Februar 2013, abgerufen am 14. Dezember 2020.
33. ↑  Hohes Tempo. In: ihk-muenchen.de. Deutsche Industrie- und Handelskammer, abgerufen am 12. Februar 2020.
34. ↑  Soweit nicht anders angegeben, stammen die Daten zur Geschichte des Unternehmens von der Homepage der Bauer Group.Eine Chronik des Erfolgs. In: Hompepage von Bauer Kompressoren. Abgerufen am 8. September 2020.
35. ↑  BAUER KOMPRESSOREN GROUP - Rückblick 2023. In: Youtube. Bauer Kompressoren Group, 10. Januar 2024, abgerufen am 9. September 2024.
36. ↑  Bauer-Kompressoren GmbH unterstützt Rostocker Forschungstaucher mit der Überlassung eines Atemluftkompressors. Universität Rostock, 2013, abgerufen am 6. November 2020.
37. ↑  Polarstern with Bauer Kompressoren in Antarctica. In: YouTube. 5. März 2020, abgerufen am 6. November 2020.
38. ↑  Norbert Moreau: Hamburger Forschungs- und Medienschiff Aldebaran. In: Nautic Web News. 28. Juni 2011, archiviert vom Original am 24. Oktober 2020; abgerufen am 6. November 2020.  Info: Der Archivlink wurde automatisch eingesetzt und noch nicht geprüft. Bitte prüfe Original- und Archivlink gemäß Anleitung und entferne dann diesen Hinweis.
39. ↑  Bauer Kompressoren with the Great Barrier Reef Legacy. In: YouTube. 25. März 2020, abgerufen am 6. November 2020.
40. ↑  Bauer Kompressoren. In: Langenscheidt, Florian/May, Peter (Hrsg.): Lexikon der deutschen Familienunternehmen. 2. Auflage. Köln 2014, S. 105.
41. ↑  Bauer Kompressoren Group Rückblick 2018. Abgerufen am 8. September 2020.